# Sara Thrige Andersen
Sara Gedtsed Thrige Andersen (Farsø, 15 maggio 1996) è una calciatrice danese, difensore del PSV e della nazionale danese.

## Carriera

### Club
Cresciuta a Farsø, comune della contea di Viborg, ha iniziato a giocare a calcio assieme alla sorella gemella Sofie nella locale società sportiva. Nel 2010 entrambe sono entrate a far parte del Team Viborg, società partecipante all'Elitedivisionen, massima divisione del campionato danese. Nel 2015 Sara ha lasciato Viborg per trasferirsi al KoldingQ, mentre Sofie è rimasta al Team Viborg, giocando per la prima volta in squadre differenti e affrontandosi in campionato.
Ha giocato al KoldingQ per due stagioni consecutive, trasferendosi nell'estate 2017 al Fortuna Hjørring assieme alla compagna di squadra Ida Guldager. È rimasta a Hjørring per quattro stagioni, vincendo per due volte il campionato danese e per una volta la Coppa di Danimarca. Con la maglia del Fortuna ha anche fatto il suo esordio in UEFA Women's Champions League nell'edizione 2018-19.
Nell'estate 2021 si è trasferita in Italia al Milan, partecipante al campionato di Serie A.
Il 23 gennaio 2024 viene ceduta, a titolo definitivo, agli olandesi del PSV.

### Nazionale
Ha fatto parte delle selezioni nazionali giovanili danesi sin dal 2012, quando ha ricevuto le prime convocazioni nella nazionale under 16. Con la nazionale under 17 prima e con l'under 19 dopo ha disputato le gare di qualificazione ai campionati europei di categoria. Nel 2015 è stata inclusa nella rosa della nazionale under 19 che ha partecipato alla fase finale del campionato europeo, dal quale la Danimarca è stata eliminata già nella fase a gironi.
Il 22 ottobre 2016 ha fatto il suo esordio con la nazionale maggiore in occasione della prima partita della Sincere-Cup 2016, torneo internazionale organizzato in Cina nel distretto di Yongchuan, venendo schierata titolare nella vittoria per 1-0 sull'Islanda. A marzo 2017 venne convocata per l'Algarve Cup, scendendo in campo in due partite della fase a gironi. Dopo più di due anni d'assenza, è tornata a giocare una partita con la nazionale il 29 agosto 2019 in occasione della prima partita delle qualificazioni al campionato europeo 2022, venendo poi convocata con regolarità e partecipando anche all'Algarve Cup 2020. Ha realizzato la sua prima rete in nazionale il 16 settembre 2021 nella partita vinta 7-0 su Malta e valida per le qualificazioni al campionato mondiale 2023.

## Statistiche

### Presenze e reti nei club
Statistiche (parziali) aggiornate al 2 dicembre 2024.
| Stagione                | Squadra                 | Campionato              | Campionato | Campionato | Coppe nazionali | Coppe nazionali | Coppe nazionali | Coppe internazionali | Coppe internazionali | Coppe internazionali | Altre coppe | Altre coppe | Altre coppe | Totale | Totale |
| Stagione                | Squadra                 | Comp                    | Pres       | Reti       | Comp            | Pres            | Reti            | Comp                 | Pres                 | Reti                 | Comp        | Pres        | Reti        | Pres   | Reti   |
| ----------------------- | ----------------------- | ----------------------- | ---------- | ---------- | --------------- | --------------- | --------------- | -------------------- | -------------------- | -------------------- | ----------- | ----------- | ----------- | ------ | ------ |
| 2017-2018               | Fortuna Hjørring        | E                       | 15         | 2          | CD              | ?               | ?               | UWCL                 | 0                    | 0                    | -           | -           | -           | 15+    | 2+     |
| 2018-2019               | Fortuna Hjørring        | E                       | 24         | 4          | CD              | ?               | ?               | UWCL                 | 2                    | 0                    | -           | -           | -           | 26+    | 4+     |
| 2019-2020               | Fortuna Hjørring        | E                       | 18         | 1          | CD              | ?               | ?               | UWCL                 | 4                    | 0                    | -           | -           | -           | 22+    | 1+     |
| 2020-2021               | Fortuna Hjørring        | E                       | 24         | 4          | CD              | ?               | ?               | UWCL                 | 4                    | 1                    | -           | -           | -           | 28+    | 5+     |
| Totale Fortuna Hjørring | Totale Fortuna Hjørring | Totale Fortuna Hjørring | 81         | 11         | -               | ?               | ?               | -                    | 10                   | 1                    | -           | -           | -           | 91+    | 12+    |
| 2021-2022               | Milan                   | A                       | 16         | 2          | CI              | 5               | 0               | UWCL                 | 2                    | 0                    | SI          | 1           | 0           | 24     | 2      |
| 2022-2023               | Milan                   | A                       | 25         | 1          | CI              | 6               | 1               | -                    | -                    | -                    | -           | -           | -           | 31     | 2      |
| lug.-dic. 2023          | Milan                   | A                       | 4          | 0          | CI              | 1               | 0               | -                    | -                    | -                    | -           | -           | -           | 5      | 0      |
| Totale Milan            | Totale Milan            | Totale Milan            | 45         | 3          | -               | 12              | 1               | -                    | 2                    | 0                    | -           | 1           | 0           | 60     | 4      |
| gen.-giu. 2024          | PSV                     | ED                      | 10         | 0          | CO              | 1               | 0               | -                    | -                    | -                    | EC          | 2           | 0           | 12     | 0      |
| 2024-2025               | PSV                     | ED                      | 9          | 1          | CO              | -               | -               | -                    | -                    | -                    | EC          | -           | -           | 9      | 1      |
| Totale PSV              | Totale PSV              | Totale PSV              | 19         | 1          | -               | 1               | 0               | -                    | -                    | -                    | -           | 2           | 0           | 21     | 1      |
| Totale carriera         | Totale carriera         | Totale carriera         | 145        | 15         | -               | 13+             | 1+              | -                    | 12                   | 1                    | -           | 3           | 0           | 173+   | 17+    |

### Cronologia presenze e reti in nazionale
| Cronologia completa delle presenze e delle reti in nazionale ― Danimarca | Cronologia completa delle presenze e delle reti in nazionale ― Danimarca | Cronologia completa delle presenze e delle reti in nazionale ― Danimarca | Cronologia completa delle presenze e delle reti in nazionale ― Danimarca | Cronologia completa delle presenze e delle reti in nazionale ― Danimarca | Cronologia completa delle presenze e delle reti in nazionale ― Danimarca | Cronologia completa delle presenze e delle reti in nazionale ― Danimarca | Cronologia completa delle presenze e delle reti in nazionale ― Danimarca |
| Data                                                                     | Città                                                                    | In casa                                                                  | Risultato                                                                | Ospiti                                                                   | Competizione                                                             | Reti                                                                     | Note                                                                     |
| ------------------------------------------------------------------------ | ------------------------------------------------------------------------ | ------------------------------------------------------------------------ | ------------------------------------------------------------------------ | ------------------------------------------------------------------------ | ------------------------------------------------------------------------ | ------------------------------------------------------------------------ | ------------------------------------------------------------------------ |
| 22-10-2016                                                               | Yongchuan                                                                | Danimarca                                                                | 1 – 0                                                                    | Islanda                                                                  | Sincere-Cup 2016                                                         | -                                                                        | 67’                                                                      |
| 24-10-2016                                                               | Yongchuan                                                                | Cina                                                                     | 1 – 0                                                                    | Danimarca                                                                | Sincere-Cup 2016                                                         | -                                                                        | 46’                                                                      |
| 20-1-2017                                                                | Larnaca                                                                  | Danimarca                                                                | 2 – 2                                                                    | Scozia                                                                   | Amichevole                                                               | -                                                                        | 74’                                                                      |
| 3-3-2017                                                                 | Parchal                                                                  | Portogallo                                                               | 0 – 6                                                                    | Danimarca                                                                | Algarve Cup 2017 - 1º turno                                              | -                                                                        | 46’                                                                      |
| 6-3-2017                                                                 | Vila Real de Santo António                                               | Danimarca                                                                | 6 – 1                                                                    | Russia                                                                   | Algarve Cup 2017 - 1º turno                                              | -                                                                        | 83’                                                                      |
| 29-8-2019                                                                | Viborg                                                                   | Danimarca                                                                | 8 – 0                                                                    | Malta                                                                    | Qual. Euro 2022                                                          | -                                                                        |                                                                          |
| 4-10-2019                                                                | Viborg                                                                   | Danimarca                                                                | 2 – 0                                                                    | Bosnia ed Erzegovina                                                     | Qual. Euro 2022                                                          | -                                                                        |                                                                          |
| 8-10-2019                                                                | Tbilisi                                                                  | Georgia                                                                  | 0 – 2                                                                    | Danimarca                                                                | Qual. Euro 2022                                                          | -                                                                        | 76’                                                                      |
| 12-11-2019                                                               | Viborg                                                                   | Danimarca                                                                | 14 – 0                                                                   | Georgia                                                                  | Qual. Euro 2022                                                          | -                                                                        | 62’                                                                      |
| 4-3-2020                                                                 | Parchal                                                                  | Danimarca                                                                | 1 – 2                                                                    | Norvegia                                                                 | Algarve Cup 2020 - Prima fase                                            | -                                                                        | 68’                                                                      |
| 10-3-2020                                                                | Lagos                                                                    | Danimarca                                                                | 4 – 0                                                                    | Belgio                                                                   | Algarve Cup 2020 - Finale 5º posto                                       | -                                                                        | 46’                                                                      |
| 1-12-2020                                                                | Viborg                                                                   | Danimarca                                                                | 0 – 0                                                                    | Italia                                                                   | Qual. Euro 2022                                                          | -                                                                        | 88’                                                                      |
| 13-4-2021                                                                | Cardiff                                                                  | Galles                                                                   | 1 – 1                                                                    | Danimarca                                                                | Amichevole                                                               | -                                                                        |                                                                          |
| 16-9-2021                                                                | Viborg                                                                   | Danimarca                                                                | 7 – 0                                                                    | Malta                                                                    | Qual. Mondiali 2023                                                      | 1                                                                        | 61’                                                                      |
| 21-9-2021                                                                | Baku                                                                     | Azerbaigian                                                              | 0 – 8                                                                    | Danimarca                                                                | Qual. Mondiali 2023                                                      | -                                                                        | 58’                                                                      |
| 21-10-2021                                                               | Viborg                                                                   | Danimarca                                                                | 8 – 0                                                                    | Bosnia ed Erzegovina                                                     | Qual. Mondiali 2023                                                      | 1                                                                        |                                                                          |
| 26-10-2021                                                               | Podgorica                                                                | Montenegro                                                               | 1 – 5                                                                    | Danimarca                                                                | Qual. Mondiali 2023                                                      | -                                                                        | 46’                                                                      |
| 16-2-2022                                                                | Lagos                                                                    | Danimarca                                                                | 0 – 1                                                                    | Italia                                                                   | Algarve Cup 2022 - 1º turno                                              | -                                                                        |                                                                          |
| 8-4-2022                                                                 | Ta' Qali                                                                 | Malta                                                                    | 0 – 2                                                                    | Danimarca                                                                | Qual. Mondiali 2023                                                      | -                                                                        | 61’                                                                      |
| 12-4-2022                                                                | Viborg                                                                   | Danimarca                                                                | 2 – 0                                                                    | Azerbaigian                                                              | Qual. Mondiali 2023                                                      | -                                                                        | 77’                                                                      |
| 12-6-2022                                                                | Wiener Neustadt                                                          | Austria                                                                  | 1 – 2                                                                    | Danimarca                                                                | Amichevole                                                               | -                                                                        | 66’                                                                      |
| 24-6-2022                                                                | Copenaghen                                                               | Danimarca                                                                | 2 – 1                                                                    | Brasile                                                                  | Amichevole                                                               | -                                                                        | 79’                                                                      |
| 29-6-2022                                                                | Viborg                                                                   | Danimarca                                                                | 1 – 2                                                                    | Norvegia                                                                 | Amichevole                                                               | -                                                                        | 75’                                                                      |
| 12-7-2022                                                                | Milton Keynes                                                            | Danimarca                                                                | 1 – 0                                                                    | Finlandia                                                                | Euro 2022 - Fase a gironi                                                | -                                                                        | 56’                                                                      |
| 11-10-2022                                                               | Viborg                                                                   | Danimarca                                                                | 1 – 3                                                                    | Australia                                                                | Amichevole                                                               | -                                                                        | 71’                                                                      |
| 15-11-2022                                                               | Zwolle                                                                   | Paesi Bassi                                                              | 2 – 0                                                                    | Danimarca                                                                | Amichevole                                                               | -                                                                        | 76’                                                                      |
| 15-2-2023                                                                | Laval                                                                    | Francia                                                                  | 1 – 0                                                                    | Danimarca                                                                | Tournoi de France 2023                                                   | -                                                                        |                                                                          |
| Totale                                                                   |                                                                          | Presenze                                                                 | 27                                                                       |                                                                          | Reti                                                                     | 2                                                                        |                                                                          |

## Palmarès

### Club
- Campionato danese: 2

Fortuna Hjørring: 2017-2018, 2019-2020
- Coppa di Danimarca: 1

Fortuna Hjørring: 2018-2019